# Лоренс (Небраска)
Лоренс (англ. Lawrence) — селище (англ. village) в США, в окрузі Наколлс штату Небраска. Населення — 272 особи (2020).

## Географія
Лоренс розташований за координатами 40°17′25″ пн. ш. 98°15′35″ зх. д. / 40.29028° пн. ш. 98.25972° зх. д. (40.290167, -98.259675).  За даними Бюро перепису населення США в 2010 році селище мало площу 1,07 км², уся площа — суходіл.

## Демографія
Згідно з переписом 2010 року, у селищі мешкали 304 особи в 145 домогосподарствах у складі 89 родин. Густота населення становила 283 особи/км².  Було 160 помешкань (149/км²).
Расовий склад населення:
| - 99,0 % — білих - 0,3 % — азіатів |

До двох чи більше рас належало 0,7 %. Частка іспаномовних становила 0,0 % від усіх жителів.
За віковим діапазоном населення розподілялося таким чином: 18,4 % — особи молодші 18 років, 50,0 % — особи у віці 18—64 років, 31,6 % — особи у віці 65 років та старші. Медіана віку мешканця становила 50,3 року. На 100 осіб жіночої статі у селищі припадало 104,0 чоловіків;  на 100 жінок у віці від 18 років та старших — 108,4 чоловіків також старших 18 років.
Середній дохід на одне домашнє господарство  становив 46 695 доларів США (медіана — 40 568), а середній дохід на одну сім'ю — 56 122 долари (медіана — 58 750). Медіана доходів становила 33 125 доларів для чоловіків та 38 125 доларів для жінок. За межею бідності перебувало 17,4 % осіб, у тому числі 26,3 % дітей у віці до 18 років та 4,2 % осіб у віці 65 років та старших.
Цивільне працевлаштоване населення становило 175 осіб. Основні галузі зайнятості: сільське господарство, лісництво, риболовля — 20,0 %, роздрібна торгівля — 19,4 %, освіта, охорона здоров'я та соціальна допомога — 13,1 %, науковці, спеціалісти, менеджери — 8,6 %.